# Lone Elm (Kansas)
Lone Elm est une ville américaine située dans le comté d'Anderson, au Kansas. Selon le recensement de 2010, sa population est de 25 habitants.